# Бжезіни (гміна Скомлін)
Бжезіни (пол. Brzeziny) — село в Польщі, у гміні Скомлін Велюнського повіту Лодзинського воєводства.
Населення — 171 особа (2011).
У 1975-1998 роках село належало до Серадзького воєводства.

## Демографія
Демографічна структура станом на 31 березня 2011 року:
|          | Загалом | Допрацездатний вік | Працездатний вік | Постпрацездатний вік |
| -------- | ------- | ------------------ | ---------------- | -------------------- |
| Чоловіки | 89      | 15                 | 68               | 6                    |
| Жінки    | 82      | 12                 | 55               | 15                   |
| Разом    | 171     | 27                 | 123              | 21                   |